# Åboländska

Finlandssvenska dialekter.

Åboländska är den svenska dialekt som talas i Åboland vid Finlands sydvästkust. Åboländskan brukar delas upp i väståboländska och öståboländska. I Åbo talas en stadsdialekt som till vissa delar ligger närmare skriftspråket än de åboländska dialekterna. 
Skiljelinjen mellan väståboländskan och öståboländskan går mellan Nagu i väster och Pargas i öster. Väståboländskan har vissa drag som också finns i sydösterbottniska, till exempel att förlänga vokalen i gamla kortstaviga ord och hålla den kort i tvåstaviga ord. Exempel är "blååk" (block) och "blåtje" (blocket). I väståboländskan, liksom i österbottniskan, är ändelsen i bestämd form -in, medan den dras ihop till -n i öståboländskan, liksom i nyländskan, jämför "hästin" och "hästn" (hästen).
Lokala särdrag i Nagu och Pargas är hårda g, k och sk i ord som "gära" (göra) och "körkjå" (kyrka). På Kimitoön och i Finby diftongeras långa vokaler, exempel är "såol" (sol) och "ryöd" (röd), medan åo är typiskt för Pargas ("råolit" – roligt).

## Språkprov
Nagudialekt inspelat år 1958 av Kurt Zilliacus: (se filens info för transkribering) 
Korpodialekt (grannort till Nagu) inspelat år 1959 av Kurt Zilliacus.